# Lunardelli
Lunardelli is een gemeente in de Braziliaanse deelstaat Paraná. De gemeente telt 5.094 inwoners (schatting 2009).

## Aangrenzende gemeenten
De gemeente grenst aan Borrazópolis, Godoy Moreira, Jardim Alegre, Lidianópolis en São João do Ivaí.